# 타타르 연맹
타타르(몽골어: Татарын, 고대 튀르크어: 𐱃𐱃𐰺, 달단(韃靼))는 12세기 몽골고원의 5대 민족(몽골, 케레이트, 메르키트, 나이만, 타타르) 중 하나였다. "타타르"라는 이름은 732년경의  유물인 돌궐 제2제국의 퀼테긴 비문에 처음 나타난다. 비문에 보면 “타타르 30부족 연맹”이라는 뜻의 “오투즈 타타르 보둔(고대 튀르크어:  𐰆𐱃𐰕 𐱃𐱃𐰺 𐰉𐰆𐰑𐰣  Otuz Tatar Bodun)”이라는 말이 나온다.
타타르인들은 5세기, 고비 사막 북동쪽에 살다가 10세기 거란의 요나라에 신종했다. 요나라가 멸망하자 여진의 금나라의 지배를 받았으며, 금나라는 타타르가 다른 몽골·투르크계 민족들과 싸우도록 뒤에서 조종했다. 그 결과 타타르는 카묵 몽골의 제2대 칸인 암바카이 칸이 금나라에 잡혀가 해릉양왕이 죽이도록 하는 데 공헌했고, 이 때문에 카묵 몽골과 원수 지간이 되고 말았다. 이 시기 타타르는 후룬 강과 부이르 강 유역의 비옥한 지대에서 유목했으며, 중국으로 가는 무역길을 틀어쥐고 있었다.  (카묵? 칼묵? 칼미크?...투르크는 오이라트를 칼묵이라 불렀다 ..)
몽골 제국이 성립된 뒤 타타르는 몽골의 일부로 흡수되었다. 이후 칭기스 칸의 손자 바투 칸이 타타르인들을 데리고 서쪽으로 이동했다. 그 결과 몽골의 침략을 받은 서양, 특히 루스 서부의 우크라이나에서는 몽골(이 경우 킵차크 칸국)을 싸잡아 "타타르"라고 부르게 되었다. 그리고 오늘날에는 "타타르족"이라 하면 12세기의 타타르 연맹과는 별 관계 없이 오늘날의 러시아와 우크라이나 지역에 정착한 튀르크계 무슬림들을 가리키는 말이 되었다. 현대의 타타르족은 볼가 불가르, 킵차크인, 쿠만인, 튀르크화된 몽골인(노가이인)들의 혈통이 섞여 있다.